# Hister distinguendus
Hister distinguendus är en skalbaggsart som beskrevs av Schmidt 1895. Hister distinguendus ingår i släktet Hister och familjen stumpbaggar. Inga underarter finns listade i Catalogue of Life.